# Lago de Atitlán
El Lago de Atitlán es el lago más profundo de Centroamérica y es el segundo lago más grande por superficie de Guatemala. Su parte más profunda se encuentra a 340 metros aproximadamente, mientras la profundidad media es de 220 metros. Es una importante fuente económica del Departamento de Sololá, donde queda ubicado, así como un centro turístico de gran interés comercial. El lago de Atitlán es reconocido como uno de los lagos más bellos del planeta Tierra y es una de las atracciones turísticas nacionales e internacionales más importantes de toda Guatemala. El explorador y naturalista alemán Alexander von Humboldt y National Geographic han denominado a este lugar como "el lago más hermoso del mundo".
El lago corresponde a una caldera volcánica. En sus márgenes se alzan los volcanes de Atitlán (3537 m s. n. m.), Tolimán (3158 m s. n. m.) y San Pedro (3020 m s. n. m.). El lago está situado a 1560 metros sobre el nivel del mar y tiene 18 km de longitud.

## Toponimia
El significado de la palabra «Atitlán» deriva etimológicamente del náhuatl. Es un topónimo aglutinado que se estructura en la siguiente forma: Atl significa «Agua», Titlan significa «entre». La palabra Atl («agua») pierde su terminación «tl» para unirse con la palabra titlan («entre»), por lo tanto, la palabra «Atitlán» se traduce como «entre las aguas».

## Desarrollo científico
Estudios científicos se han realizado en el lago Atitlán desde alrededor de 1900, en sus inicios principalmente por limnólogos y geólogos extranjeros. Sin embargo, muchas fueron investigaciones con fines muy específicos o períodos muy cortos, hasta que en 1968 Charles Weiss levantó la primera línea base limnológica. Este estudio fue por intereses de un proyecto hidroeléctrico que no se realizó, en parte por las investigaciones y recomendaciones de Weiss, y posterior a este reporte no se realizaron estudios a profundidad en el lago Atitlán hasta la década de 2000. 

## Geología
El lago Atitlán es un lago de origen volcánico tipo caldera. Tiene una larga y compleja historia de formación, pues antes del lago que actualmente se ve existieron otras calderas previas. Se puede hablar de la formación del lago Atitlán en tres ciclos de crecimiento estratovolcánico, erupciones silíceas y formación y relleno de calderas. La caldera Atitlán I se formó hace 14-11 millones de años, Atitlán II entre 10-8 millones de años, y la actual caldera Atitlán III se formó hace aproximadamente 84 000 años.
Hace 84 000 años ocurrió la Erupción de Los Chocoyos, una erupción tan masiva (de 1220 km³) que rastros de cenizas de esta erupción se han localizado por geólogos en Florida y Ecuador. Es la primera supererupción conocida en Centroamérica con un VEI 8. Esta explosión de los volcanes que existían en ese entonces, vació la cámara de magma al punto de que ya no había suficiente soporte interno y los conos volcánicos colapsaron, formando así la caldera. Se estima que esta caldera tenía una profundidad de 900 metros, de los cuales 300 m se rellenaron por la tierra que cayó sobre ella y lo que se ha ido acumulando con el tiempo, 300 m son el cuerpo de agua que se ve hoy en día, y los otros 300 m son las montañas del relieve actual.
Además, se dice que donde está el lago hubo una isla que fue el epicentro de la actividad maya en la época Pre-clásica (600 a. C.-250 d. C.), en un asentamiento llamado Pajaibal, ya que en esa época los mayas se agrupaban en regiones.
Varias poblaciones que rodean el lago tienen nombres de santos: Santa Catarina Palopó, San Antonio Palopó, San Lucas Tolimán, Santiago Atitlán, San Pedro La Laguna, San Juan La Laguna, San Pablo La Laguna, San Marcos La Laguna, Santa Cruz La Laguna, San Francisco Panajachel, Santa Clara La Laguna y otros. A estos pueblos se puede viajar desde lanchas que están a la orilla del lago.

## Ecología

### Macroinvertebrados acuáticos de la cuenca del lago Atitlán
En la cuenca del lago Atitlán se han realizado estudios donde se ha empleado a los macroinvertebrados acuáticos como bioindicadores de la calidad del agua. Algunos de los ríos estudiados han sido Argueta, Barreneché, Catarata, Chicansanres, Cojolyá, Concepción, La Labor, Panasacar y Xibalbay. Reyes-Morales & Springer (2014) registraron la presencia de 54 familias de macroinvertebrados acuáticos en los ríos mencionados anteriormente, siendo los órdenes con mayor número de familias Diptera, Trichoptera, Ephemeroptera y Coleoptera. Las familias con mayor abundancia fueron Chironomidae, Simuliidae y Baetidae. Se evidenció que los ríos con cobertura de bosque natural presentaron una mayor abundancia de organismos.
Dávila-Recinos y colaboradores (2019) registraron 91 taxa, 49 familias y 65 géneros de macroinvertebrados acuáticos, concentrando el esfuerzo de muestreo en los ríos La Labor y Tzununá. El principal objetivo del estudio era evaluar el efecto del microhábitat sobre la riqueza y abundancia de este grupo de organismos. Se evaluaron ocho microhábitats (hojarasca, grava, piedras, roca, musgo, vegetación acuática, pozas y cataratas). El microhábitat que presentó mayor abundancia fue "hojarasca" (7723 organismos), mientras que "piedras" fue el microhábitat que evidenció la mayor riqueza (41 taxa). De manera general, los taxa más abundantes fueron Tanytarsini (Chironomidae: Diptera) con 3967 organismos, seguido de Orthocladiinae (Chironomidae: Diptera) con 2051 organismos y Culoptila (Glossosomatidae: Trichoptera) con 1536. Algunos taxa estuvieron presentes en los ocho microhábitats evaluados (Heterelmis, Americabaetis, Baetis, Calosopsyche, la familia Tipulidae y los quironómidos Orthocladiinae, Tanypodinae y Tanytarsini). Por otro lado, algunos taxa fueron exclusivos de ciertos microhábitats como se describe a continuación: 
Hojarasca: Neoplasta sp., Argia sp., Oecetis sp., y la familia Dytiscidae. 
Vegetación acuática: Psephenus, Hebrus, Triaenodes y la familia Ptilodactylidae.
Musco: la familia Tabanidae. 
Piedras: Epigomphus.
Pozas: Notonecta y la familia Dolichopodidae.
Con relación a los macroinvertebrados acuáticos del lago Atitlán, Ortiz (2015) tomó muestras en cuatro sitios (Santiago Atitlán, San Buenaventura, San Lucas Tolimán y San Juan La Laguna) a profundidades de 1, 15, 25 y 50 metros mediante una draga Ekman durante la época seca y lluviosa. En total se registró la presencia de 18 taxa correspondientes a 15 familias, 12 órdenes y nueve clases. Las clases más abundantes y presentes en los 16 sitios de muestreo fueron Gastropoda y Clitellata con el 46.57 % y el 37.73 % respectivamente. Los tres taxa dominantes fueron Tarebia granifera (Thiaridae: Gastropoda) con 2391 organismos, Haplotaxida (Clitellata) e Hyalella (Hyalellidae: Amphipoda) con 1973 y 389 individuos respectivamente.

### Pesca en el lago Atitlán
Rueda-Stalling (2017) llevó a cabo un monitoreo de los desembarques de la pesca del municipio de San Juan La Laguna durante el período de marzo a septiembre de 2016 con una frecuencia de muestreo semanal. Las especies de peces capturadas en dicho municipio fueron Oreochromis sp., Lepomis macrochirus (Rafinesque, 1819), Micropterus salmoides (Lacepede, 1802), Cyprinus carpio (Linnaeus, 1758) (todas ellas especies invasoras). De igual manera, también se captura dos especies nativas de cangrejo Raddaus bocourti (Milne-Edwards, 1866) y Potamocarcinus magnus (Rathbun, 1896). De igual manera se registró por primera vez la aparición del pez cuchillo Gymnotus maculosus (Albert & Miller, 1995). Las artes de pesca empleadas por la asociación de pescadores "Chajil Chupup" que en español significa "Guardiantes del tul" emplea el anzuelo, arpón y la nasa, siendo el arpón el arte con la que se capturan organismos más grandes. En términos de biomasa la especie más capturada fue Oreochromis sp., mientras que en cuanto a número de organismos capturados fue L. macrochirus con el 66 % de las capturas totales, seguido de Oreochromis sp. y C. carpio con el 18 % y 7 % respectivamente. A continuación se muestran las longitudes totales promedio de las especies capturadas: 
Oreochromis sp. (Tilapia) 24.85 cm. 
L. macrochirus (Blue gill) 13.07 cm. 
M. salmoides (Lobina) 26.49 cm. 
C. carpio (Carpa o tigre) 15.31 cm. 
El ancho de caparazón promedio para las dos especies de cangrejos fue R. bocourti (Canchito) 5.38 cm y P. magnus (Cangrejo negro) 6.36 cm. 
La pesca artesanal en el municipio de San Juan La Laguna es una actividad con importancia económica y cultural, aunque es importante mencionar que es una actividad económica no exclusiva, esto quiere decir que los pescadores complementan sus ingresos, desarrollándose paralelamente a la pesca en otras actividades como la agricultura, siembra de tul, albañilería y recolección de leña, aunque en menor frecuencia que la pesca.

### Xocomil, el viento del lago
Una de las características propias del Lago Atitlán es un viento fuerte conocido como Xocomil. La etimología de Xocomil proviene de las voces cakchiqueles Xocom, de jocom = recoger; il = pecados, es decir, el viento que recoge los pecados de los habitantes de los pueblos situados a orilla del lago.
Estos vientos fuertes suceden a diario por la tarde cuando los vientos cálidos procedentes de la costa del Pacífico (sur) chocan con los vientos fríos que provienen del altiplano (norte). Esto provoca condiciones turbulentas en la superficie del lago, lo que induce una mezcla de los primeros metros del epilimnion a diario.

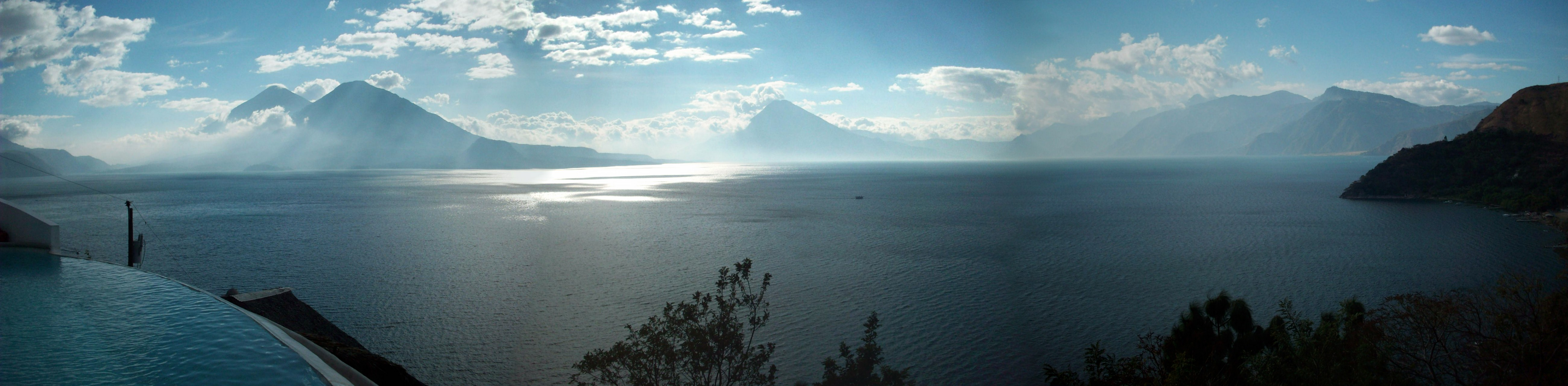
Lago Atitlán. Fotografía tomada cerca del poblado de Santa Catarina Palopó.

### Proliferación de algas
Investigaciones del siglo XX clasifican al lago Atitlán como un lago oligótrofo y "muy oligótrofo" (es decir, un lago con pocos nutrientes y de aguas muy transparentes). Pero de la década de los 80s al presente el desarrollo en la cuenca y aumento poblacional ha provocado muchas presiones sobre esta característica oligotrófica. Estudios científicos recientes han reportado un aumento en la cantidad de clorofila-a, nitrógeno y fósforo; una reducción en la profundidad Secchi; y aumento en la biomasa del fitoplancton y cambios en la composición de las comunidades de fitoplancton. El lago Atitlán actualmente se considera mesotrófico. En el año 2008 se dio el primer florecimiento de cianobacterias reportado en la historia del lago Atitlán, y desde ese año más florecimientos han ocurrido casi anualmente sin un patrón definido, con algas de la especie Limnoraphis robusta dominando.

## Turismo

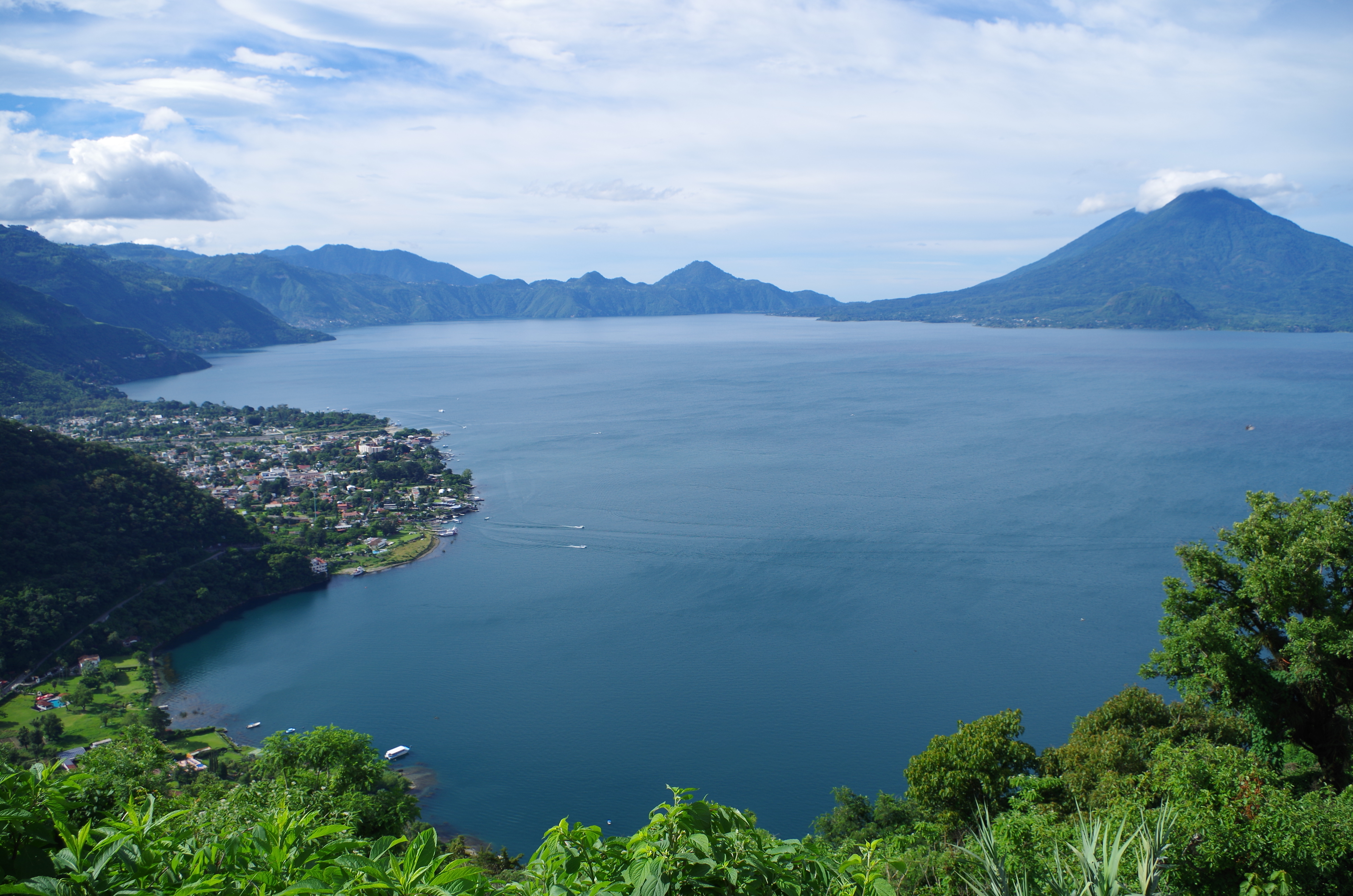
Panajachel, de lado izquierdo, es donde ocurre la mayor parte de la actividad turística en el Lago de Atitlán.

El Lago Atitlán es uno de los atractivos turísticos de Guatemala más visitados. Rodeado de tres volcanes: Atitlán, Tolimán y San Pedro («Los Tres Gigantes»), formando así un paisaje impresionante que lo convierte en una joya natural que relaja a miles de viajeros que deciden quedarse a vivir en los pueblos que se encuentran alrededor.
Alrededor del Lago Atitlán, los pueblos proporcionan diferentes ambientes a los turistas, desde la paz característica de Santa Cruz la Laguna y San Pedro, lugares sumamente visitados, hasta la atmósfera de fiesta y parranda de Panajachel, el punto más popular de Sololá.
Muchos extranjeros permanecen largas temporadas trabajando en los negocios como hoteles, hospedajes y restaurantes, para poder costear su estadía. Algunos otros optan por trabajos de voluntariado para ayudar a las comunidades.
Es en Panajachel donde ocurre la mayor parte de la actividad turística, contando con una gran cantidad de hoteles de distintos tipos y para todos los presupuestos. En ese municipio existe la famosa calle «Santander», se puede encontrar todo tipo de artesanías como tejidos, vasijas, cadenas, pulseras, tambores y hamacas, mientras se disfruta de la música de grupos que interpretan en plena calle.

Lago Atitlán, vista en 3D.

## Sitio Arqueológico
Samabaj es un área arqueológica que esta sumergida en el lago de Atitlán en Sololá, Guatemala, a menudo es llamada la Atlántida Maya, fue descubierta en 1996, actualmente cuenta con un museo donde se puede apreciar algunos de los artefactos encontrados en el lugar.

## Los tres gigantes de Atitlán
Los volcanes de Atitlán, Tolimán y San Pedro pueden ascenderse, aunque no son precisamente para principiantes. Estos proporcionan una vista tremenda del lago desde sus cimas, aunque la temperatura puede ser bastante baja si se pernocta en las cercanías del cráter.

## Un lago de agua tibia
Durante las primeras horas de la mañana, aunque haga frío, el agua de las orillas del Lago Atitlán se muestra cálidamente tibia, por lo que se puede observar a grupos nadando en sus orillas a pesar del supuesto frío.
Sus tranquilas aguas permiten disfrutar del kayaking en sus orillas, aunque la tranquilidad tiene un horario, pues durante la tarde, a partir de las 16:00 horas, un fenómeno llamado “Xocomil”, agita las aguas y hace que los recorridos en lancha que transportan a los turistas entre pueblos, se suspenda por seguridad. El lago tiene una vena a su alrededor donde se puede apreciar el agua caliente.      

## Pueblos que rodean el lago
- Panajachel.
- Santa Catarina Palopó.
- Santa Clara La Laguna.
- San Antonio Palopó.
- San Lucas Tolimán.
- Santa Cruz La Laguna.
- San Pablo La Laguna.
- San Marcos La Laguna.
- Santiago Atitlán.
- San Juan La Laguna.[22]
- San Pedro La Laguna.[23]

## Galería

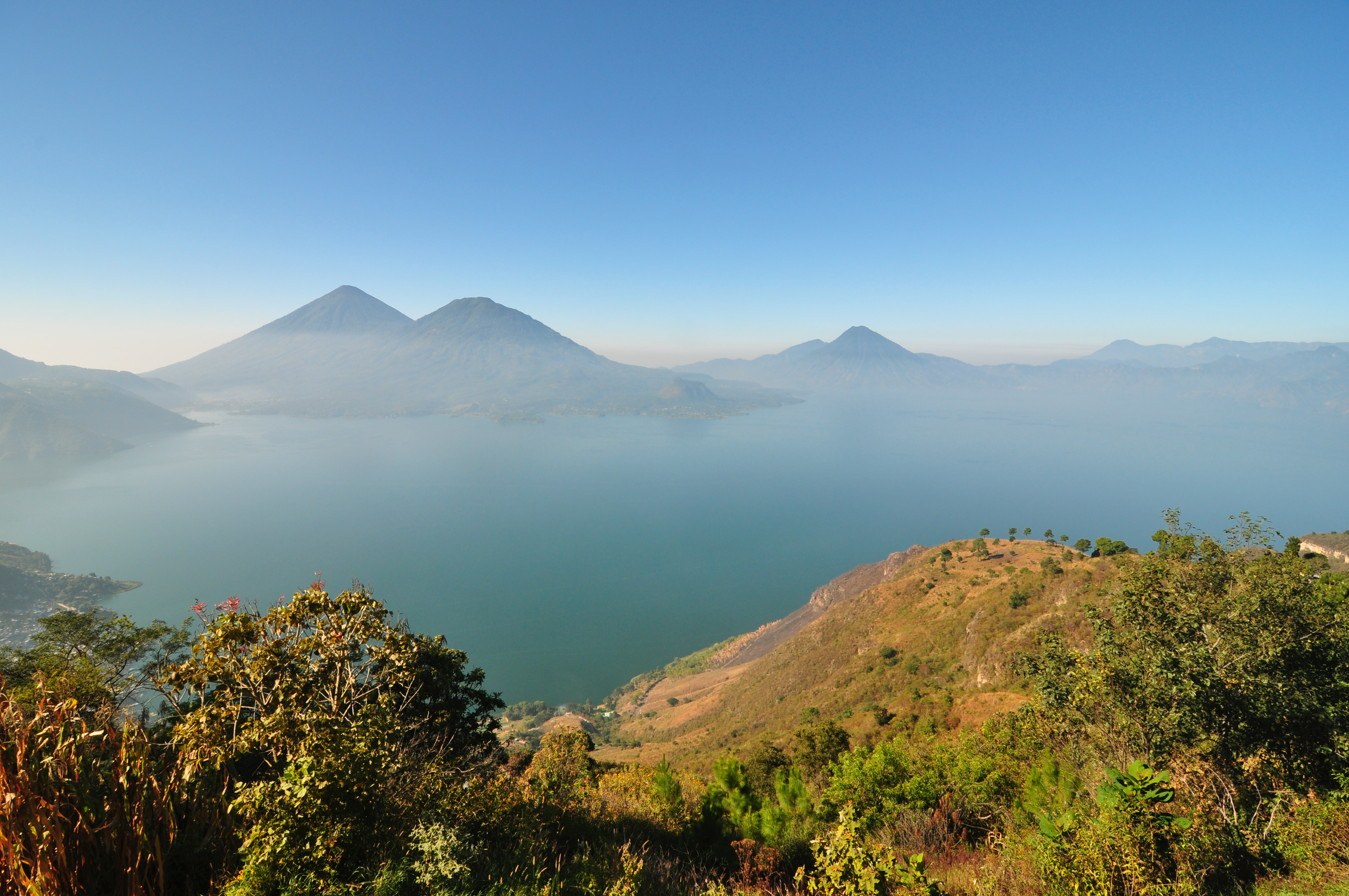
Lago Atitlán desde una montaña.
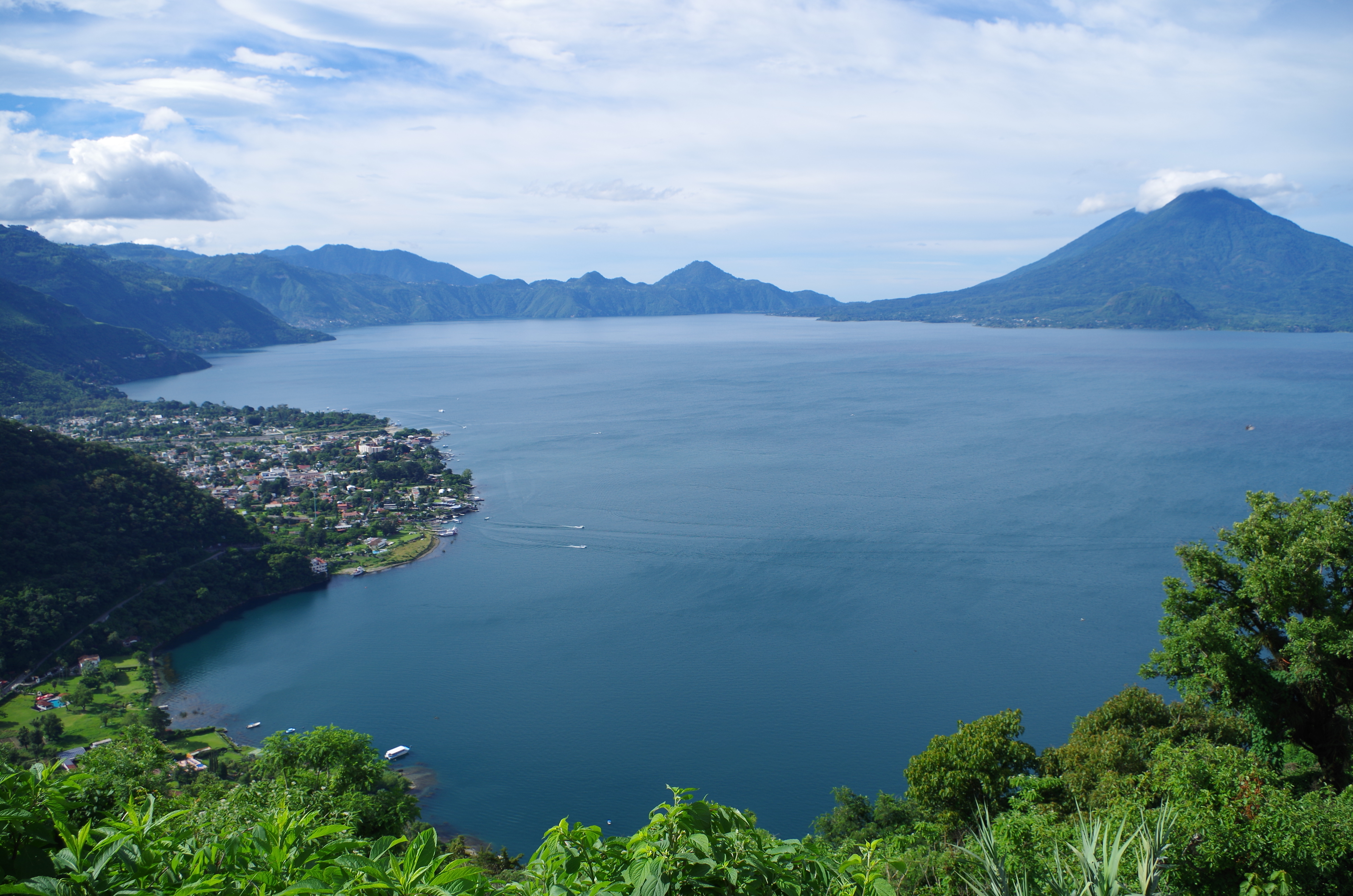
Vista del lago con un pueblo a la izquierda.
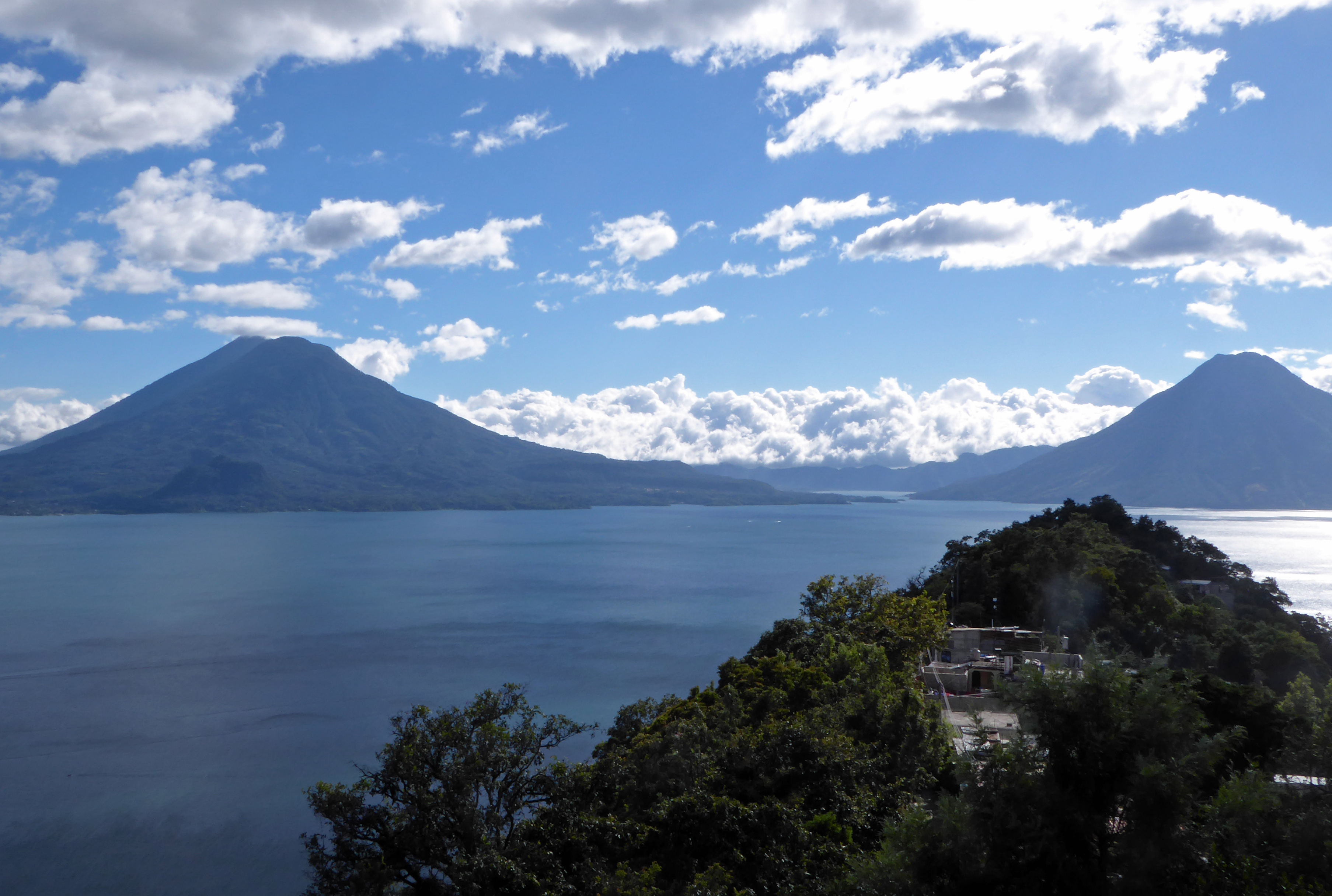
Vista del lago con los volcanes al frente.
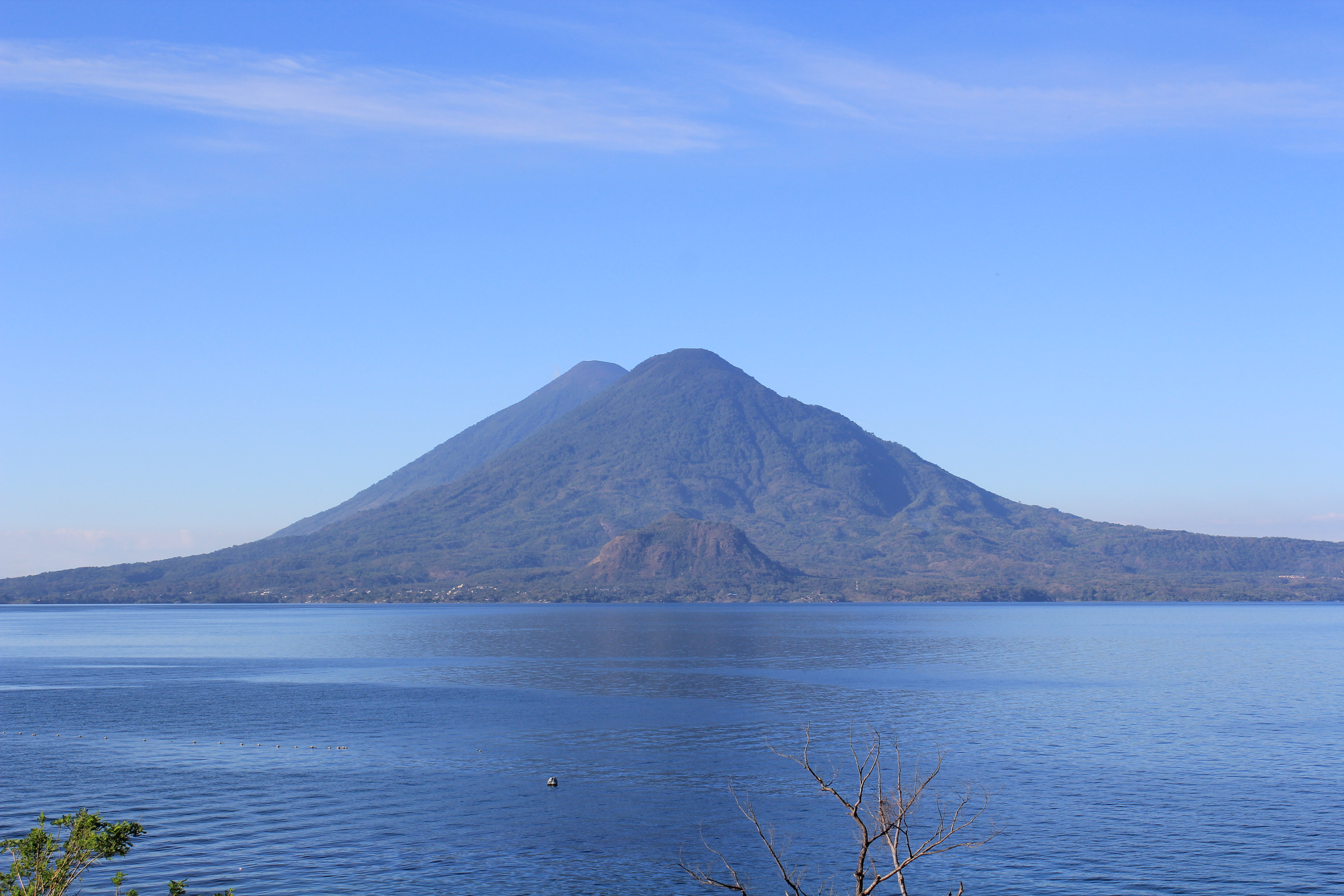
Volcán Atitlán y Volcán Toliman.
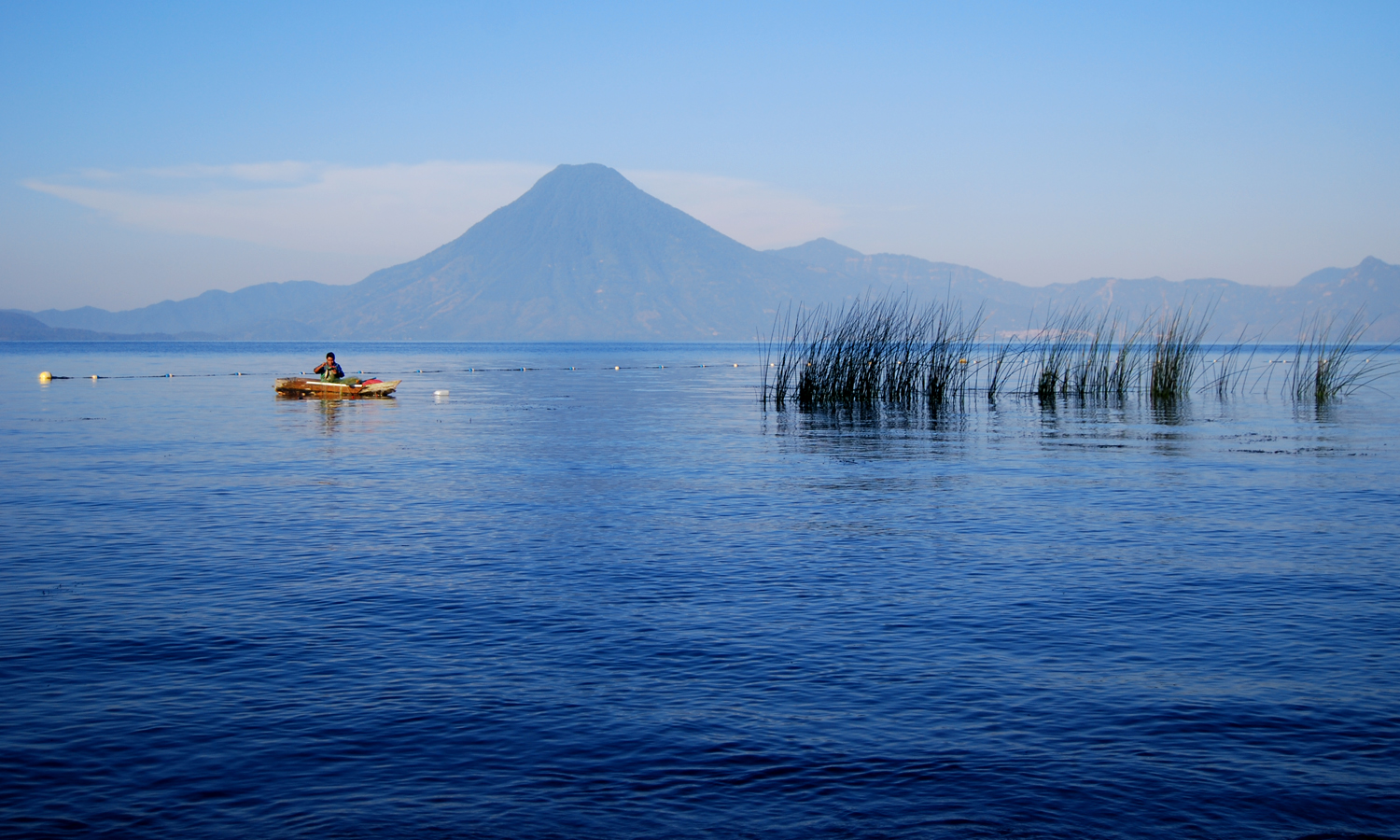
Lago Atitlán y el Xocomil.
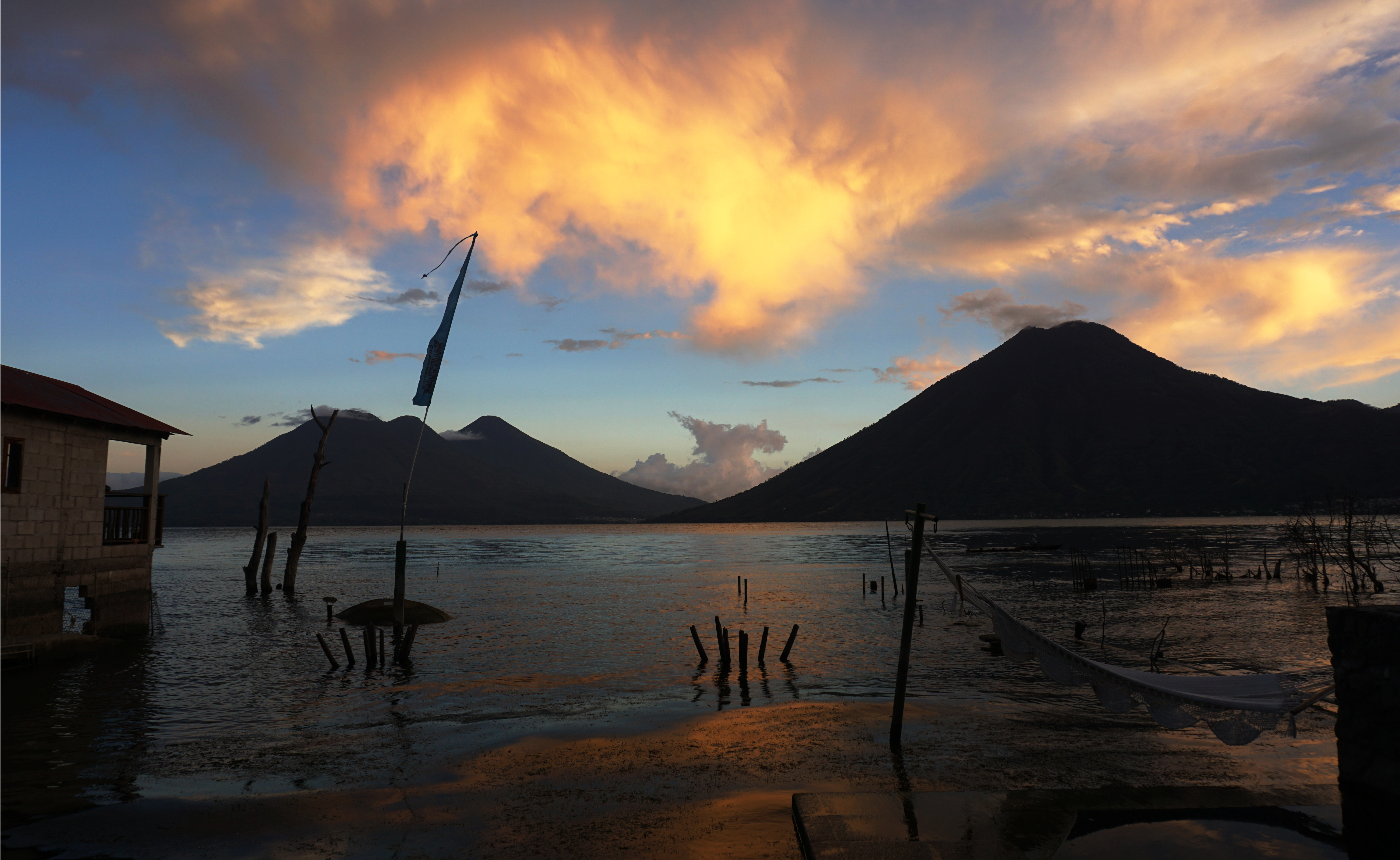
Atardecer en el lago.
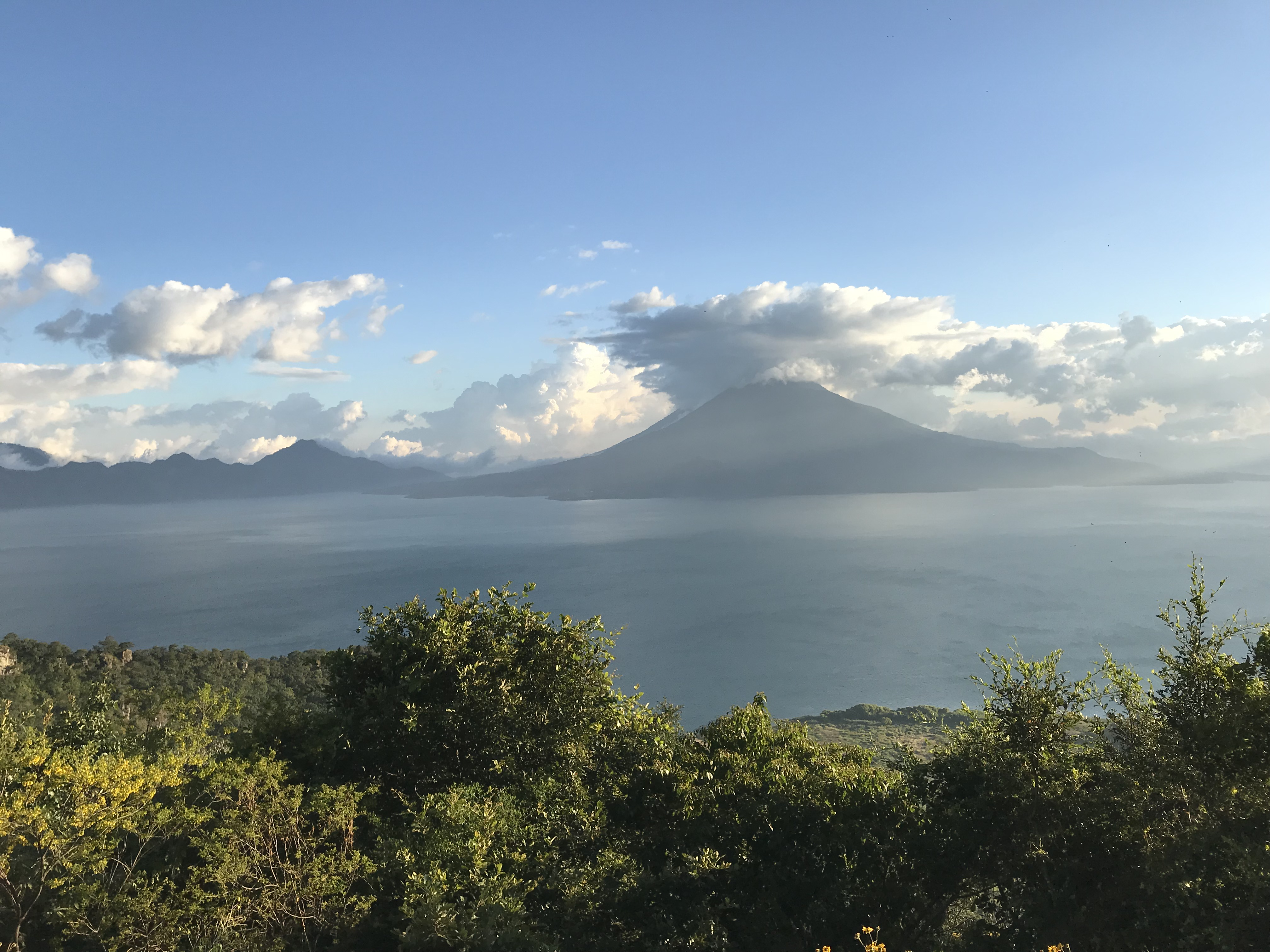
Vista en el atardecer de noviembre en 2017 del lago Atitlán.
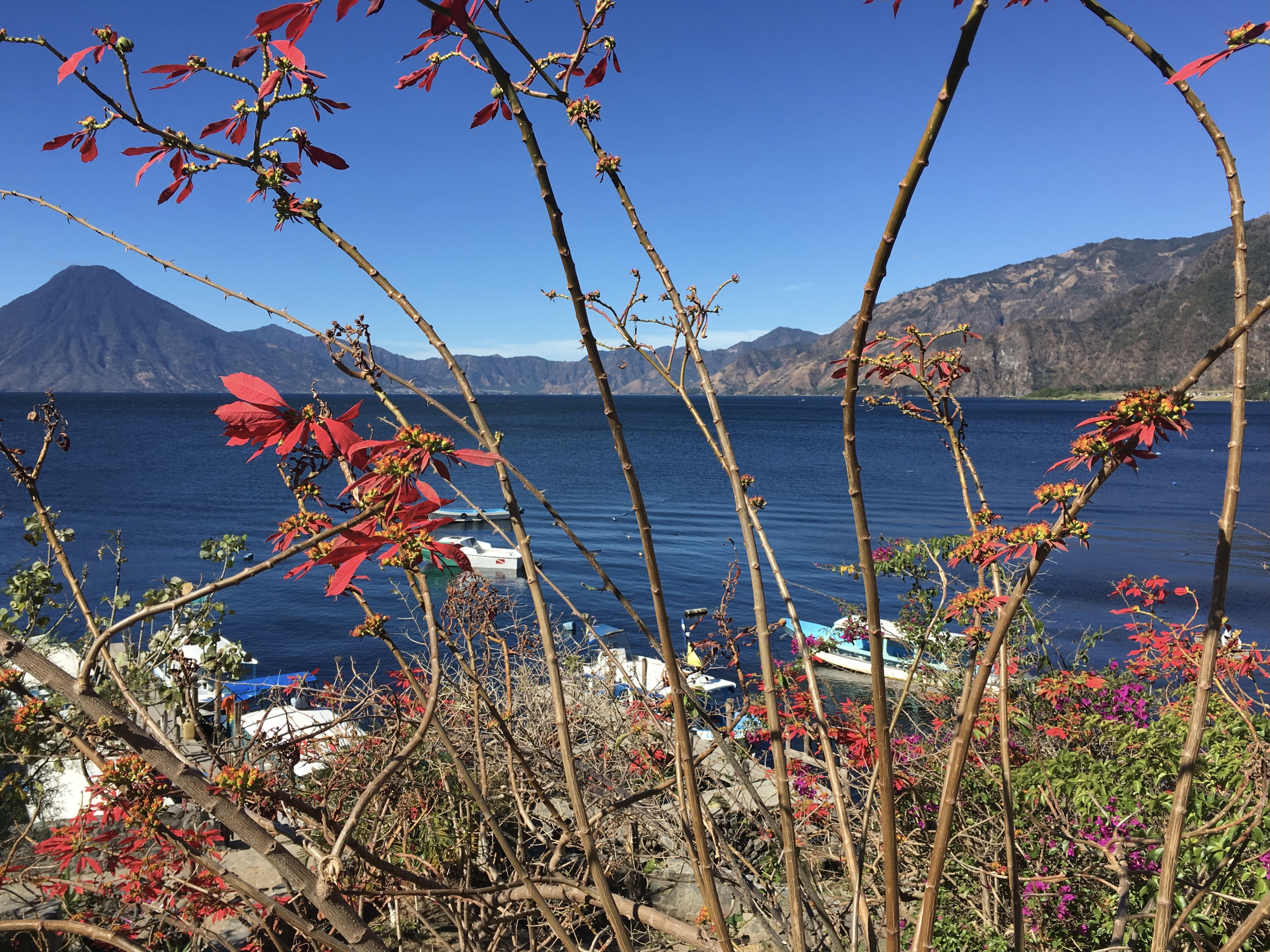
Lago de Atitlán visto desde Panajachel.
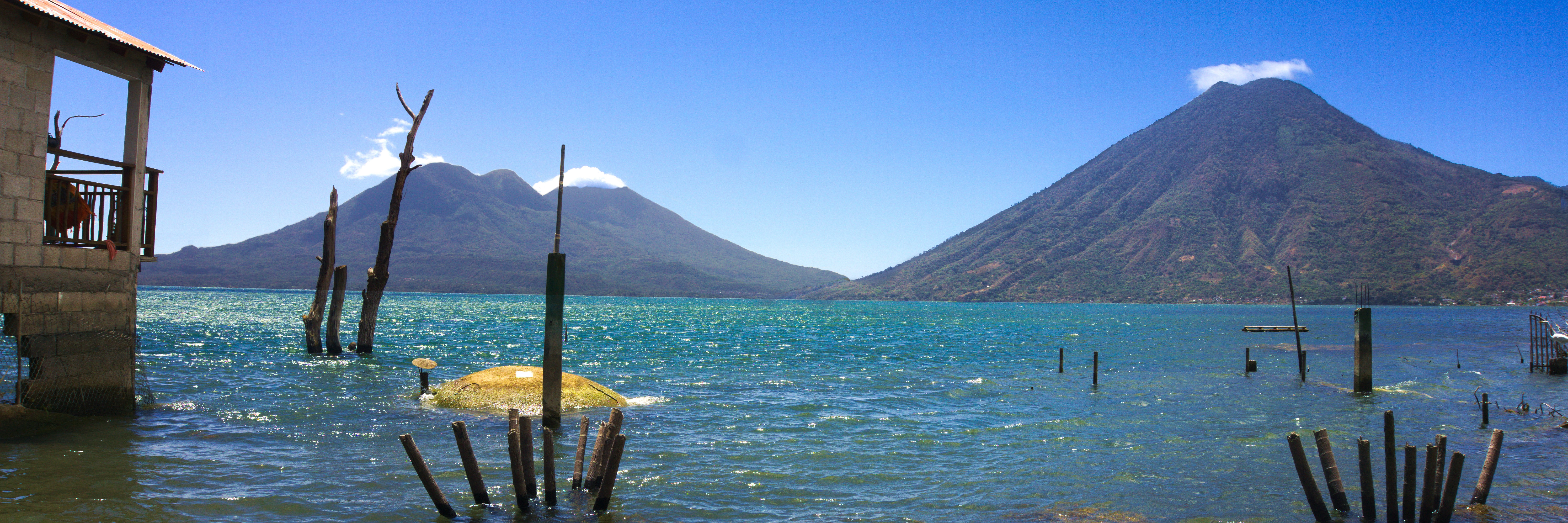
Panorámica del lago en el amanecer.
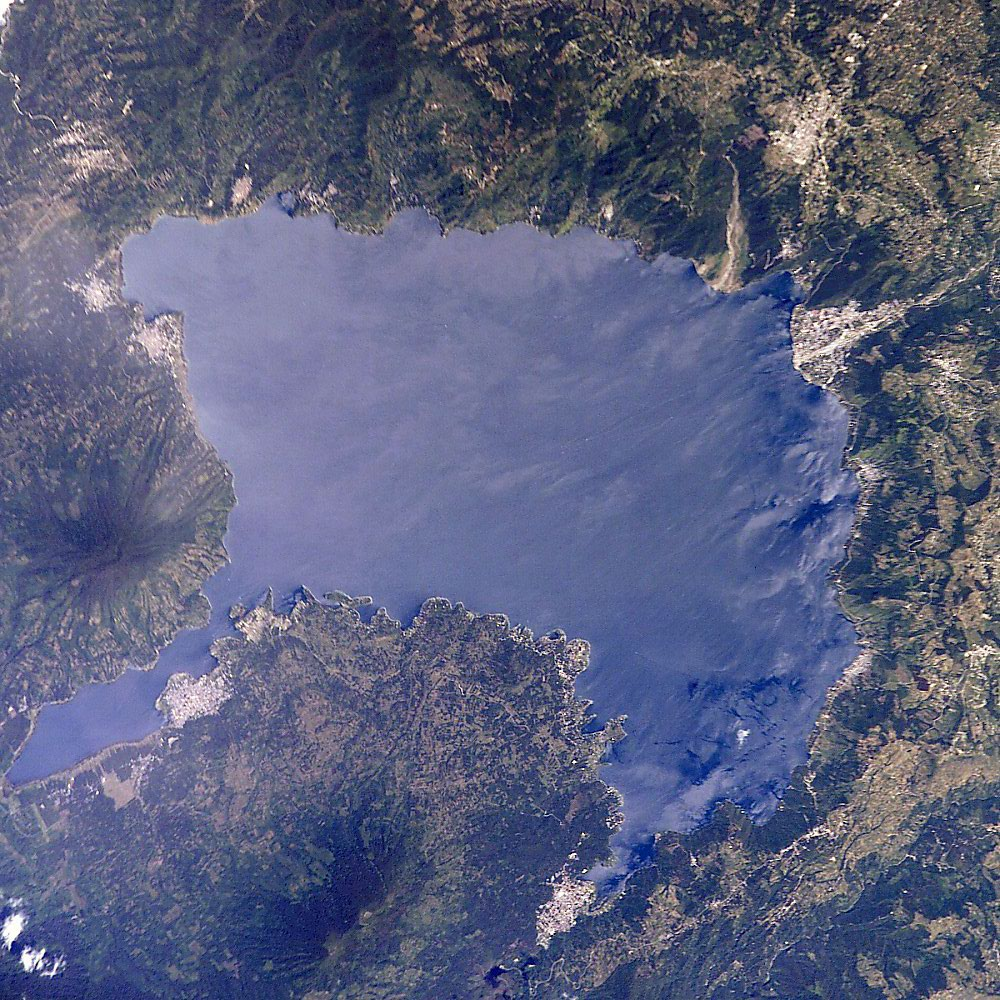
Lago Atitlán visto desde el transbordador espacial.
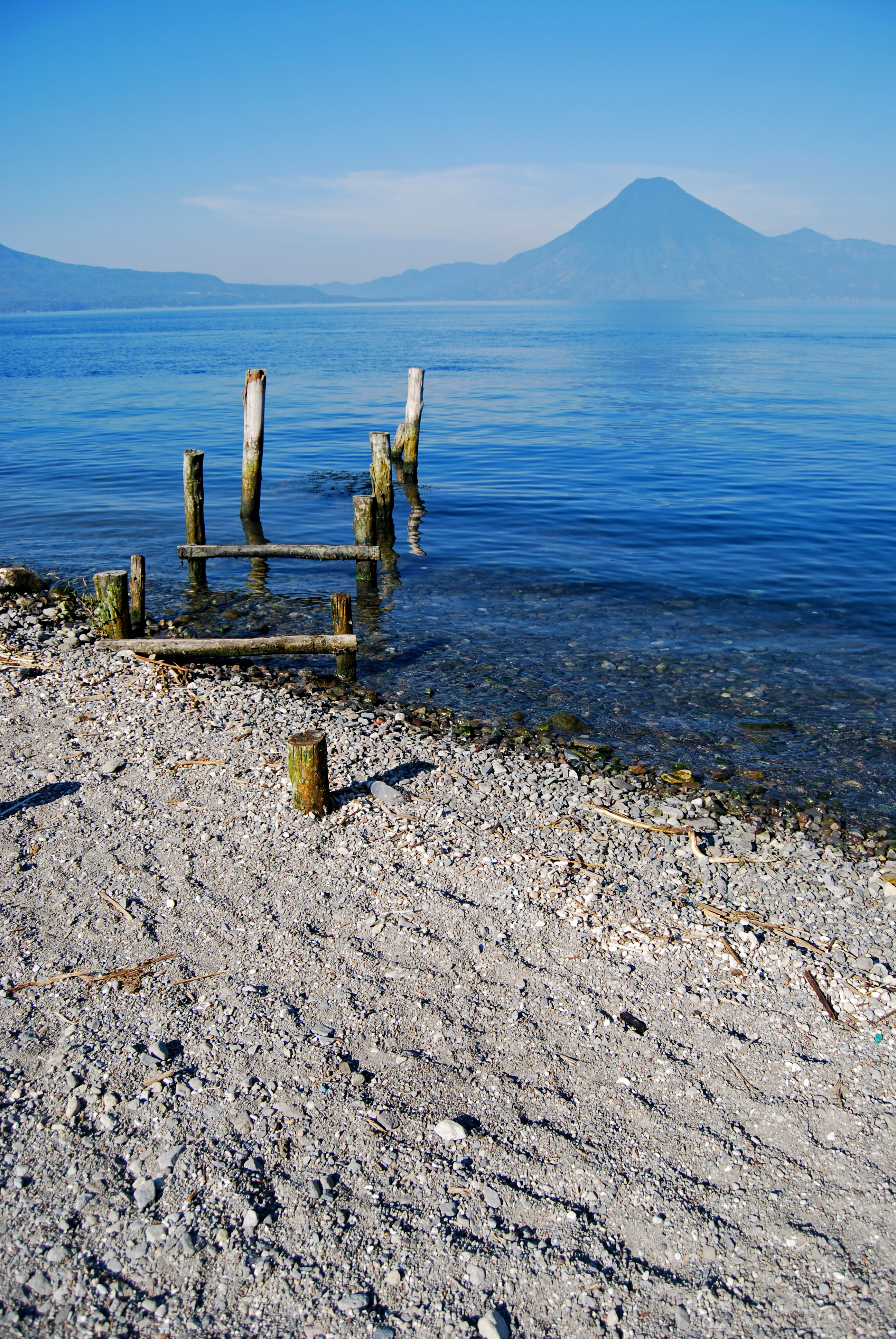
Orilla del lago.
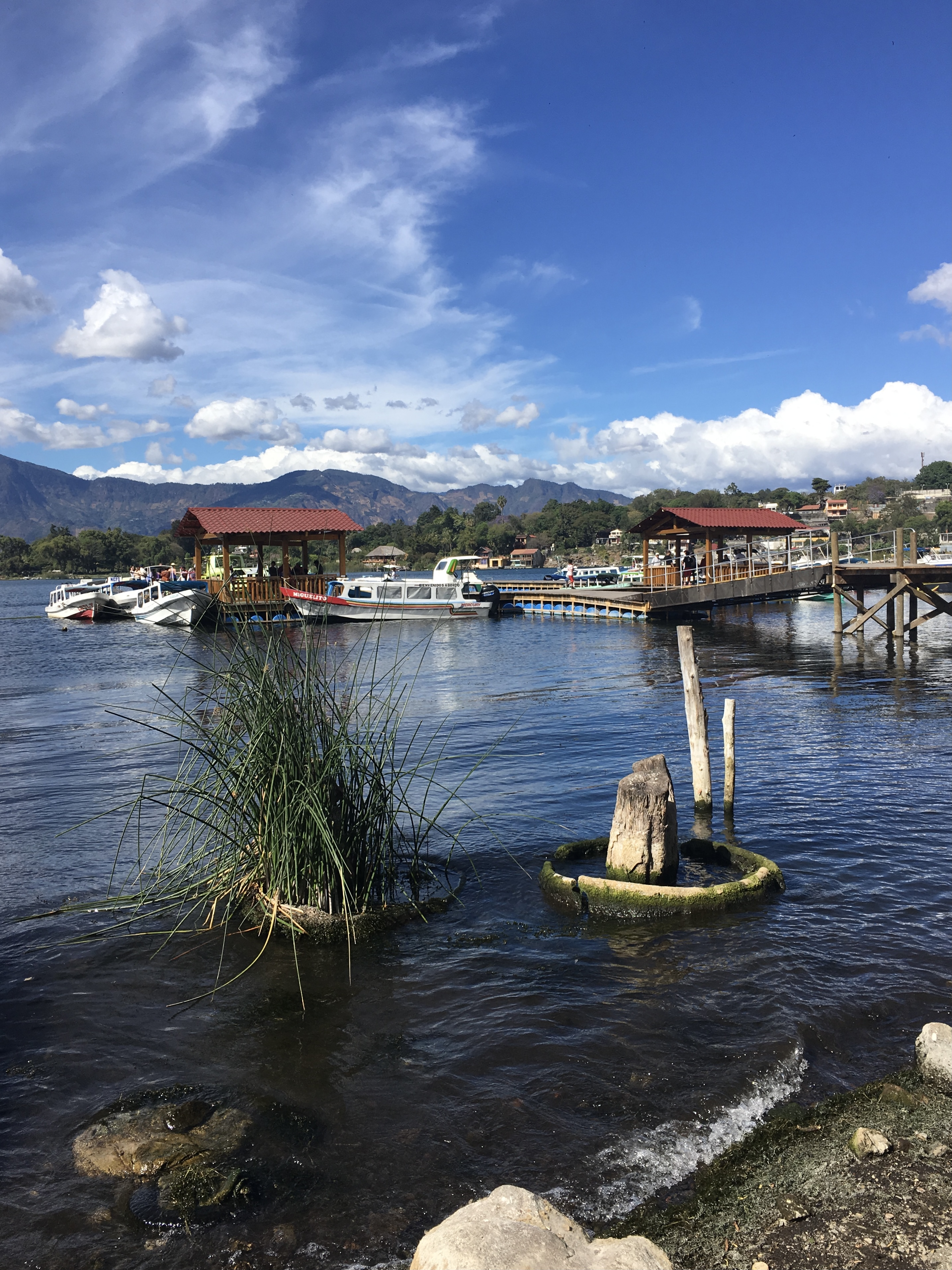
Muelle en el lago.